# Chrysí (ort i Grekland, Västra Makedonien)
Chrysí (Chrysi) är en ort i Grekland.   Den ligger i prefekturen Nomós Kastoriás och regionen Västra Makedonien, i den nordvästra delen av landet, 300 km nordväst om huvudstaden Aten. Chrysí ligger 1 061 meter över havet och antalet invånare är 124.
Terrängen runt Chrysí är kuperad åt sydost, men åt nordväst är den bergig. Runt Chrysí är det mycket glesbefolkat, med 4 invånare per kvadratkilometer. Närmaste större samhälle är Aetomilítsa, 10,9 km väster om Chrysí. I omgivningarna runt Chrysí växer i huvudsak blandskog.